# 평양신문

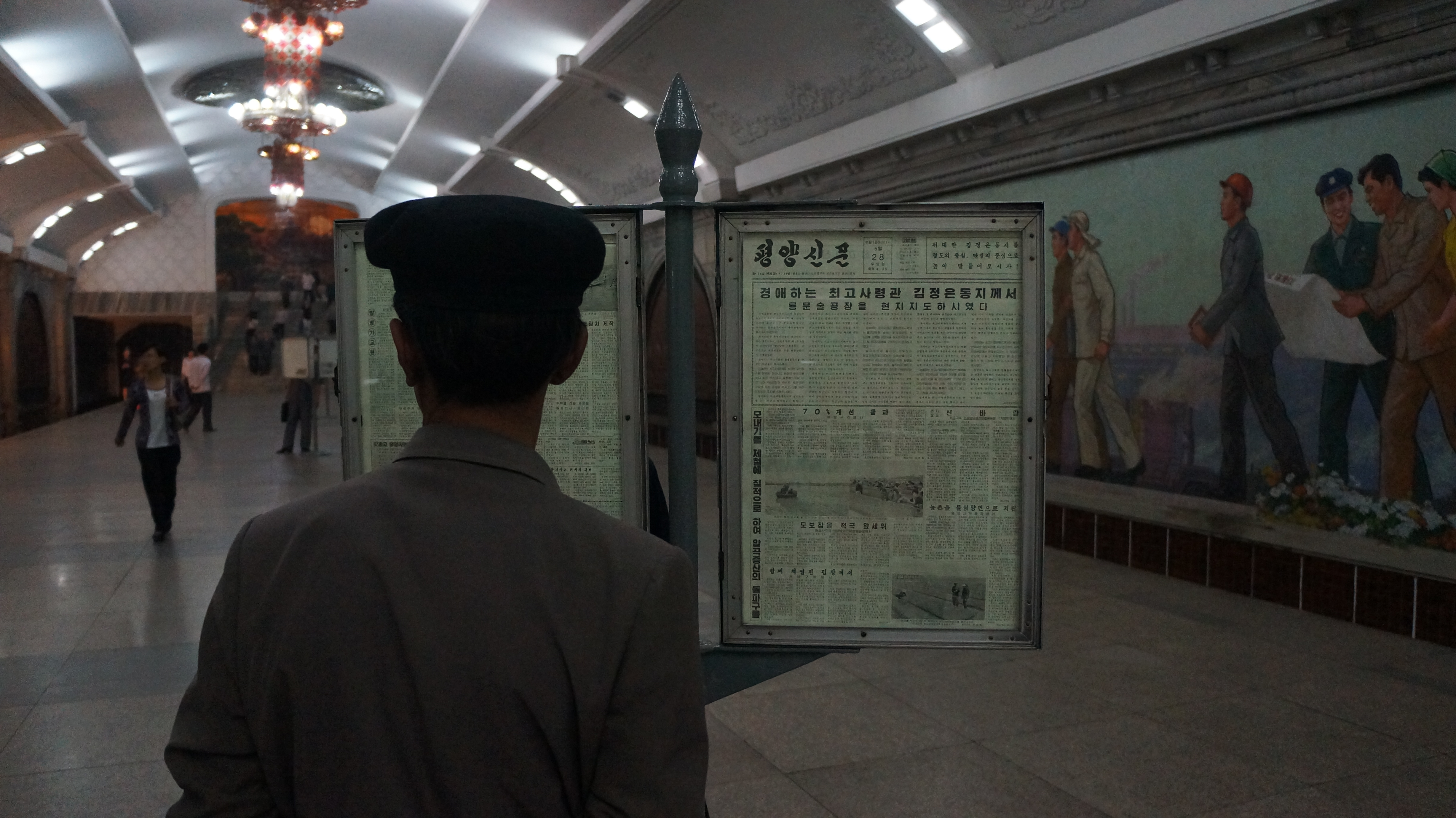

평양신문(平壤新聞, The Pyongyang Sinmun)은 조선민주주의인민공화국의 일간지이며, 1957년 6월 1일에 김일성에 의해 창간하였다.

## 같이 보기
- 조선민주주의인민공화국의 신문